# Żmijogłowowate
Żmijogłowowate, żmijogłowcowate (Channidae) – rodzina drapieżnych ryb okoniokształtnych (Perciformes). Mniejsze gatunki są hodowane w akwariach.

## Zasięg występowania
Afryka, z wyjątkiem terenów pustynnych, południowa Azja od Afganistanu po Nową Gwineę (bez Australii) na wschodzie po Japonię, a na południe po Madagaskar.

## Cechy charakterystyczne
Ciało podłużne, krępe. Głowa spłaszczona, z dużym pyskiem. Długa płetwa grzbietowa i odbytowa. Dodatkowy narząd umożliwiający oddychanie powietrzem atmosferycznym. Długość od 20 do 120 cm.

## Klasyfikacja
Rodzaje zaliczane do tej rodziny:
Channa — Parachanna — Aenigmachanna